# Großer Preis von Südafrika 1974
Der Große Preis von Südafrika 1974 (offiziell XX Lucky Strike Grand Prix of South Africa) fand am 30. März auf dem Kyalami Grand Prix Circuit in Midrand statt und war das dritte Rennen der Automobil-Weltmeisterschaft 1974.

## Berichte

### Hintergrund
In den rund zwei Monaten, die zwischen dem Großen Preis von Brasilien und dem dritten WM-Lauf des Jahres in Südafrika lagen, fanden zwei nicht zur Weltmeisterschaft zählende Formel-1-Rennen statt. Den Grande Prêmio Presidente Medici in Brasília konnte der einheimische Emerson Fittipaldi siegreich beenden, das "Race of Champions" in Brands Hatch gewann Jacky Ickx. Kurz darauf fanden sich einige der Formel-1-Teams zu Testfahrten im Vorfeld des Südafrika-GP auf dem Kyalami Grand Prix Circuit ein. Dabei kam Peter Revson zu Tode, indem sein Shadow-Ford infolge eines Aufhängungsschadens kopfüber in die Streckenbegrenzung einschlug. Das Shadow-Team zog daraufhin die Meldung zur Teilnahme am Grand Prix zurück und reiste ab.
Traditionell wurde damals das Teilnehmerfeld in Südafrika durch einige lokale Gaststarter ergänzt. Dave Charlton und Eddie Keizan nahmen bereits zum wiederholten Mal in privat eingesetzten Fahrzeugen an dem Rennen teil. Für Paddy Driver und Ian Scheckter, den Bruder des Tyrrell-Werksfahrers Jody Scheckter, war es eine Premiere. Driver hatte sich zwar bereits einmal im Jahr 1963 für diesen Grand Prix qualifiziert, konnte damals jedoch wegen eines Schadens an seinem Lotus 24 nicht starten.
Ebenfalls seine erste GP-Teilnahme bestritt an diesem Wochenende Vittorio Brambilla, der Howden Ganley als March-Werksfahrer ablöste. Denis Hulme wiederum bestritt seinen insgesamt 100. Grand Prix.
Der zweite Werkswagen des Teams von Frank Williams wurde für dieses Rennen an Tom Belsø vermietet.
Hesketh Racing trat nicht mehr als March-Kundenteam an, sondern erstmals mit dem ersten vom Team selbst entwickelten Rennwagen. Lotus erschien ebenfalls mit einer Neuentwicklung, dem Typ 76, der den Typ 72 nach mehr als vier Jahren Einsatzzeit ablösen sollte. B.R.M. brachte ebenfalls ein Exemplar eines neuen Fahrzeugs mit der Bezeichnung P201 an den Start. Jean-Pierre Beltoise pilotierte den Wagen, während die beiden anderen Werksfahrer Henri Pescarolo und François Migault weiterhin mit dem erprobten und ausgereiften P160E antraten.

### Training
Niki Lauda erzielte im Ferrari 312B3 die Trainingsbestzeit und somit die erste Pole-Position seiner Grand-Prix-Karriere. Surtees-Pilot Carlos Pace und Arturo Merzario auf Iso-Marlboro beeindruckten die Fachwelt mit dem Erreichen der Startplätze zwei und drei. Es folgte der Brabham von Carlos Reutemann vor Emerson Fittipaldis McLaren M23 und dem zweiten Ferrari von Clay Regazzoni. Hans-Joachim Stuck erreichte im Werks-March einen überzeugenden siebten Platz vor Jody Scheckter auf Tyrrell. McLaren-Pilot Denis Hulme und Ickx im neuen Lotus 76 komplettierten die Top Ten, während der zweite Lotus-Werksfahrer Ronnie Peterson wegen Schwierigkeiten mit dem neuen Wagen nur den 16. Startplatz erreichte.

### Rennen
Lauda ging von der Pole-Position aus zunächst in Führung vor Reutemann, der Pace und Merzario ausbeschleunigt hatte. Es folgten Jody Scheckter und Clay Regazzoni. Unterdessen ereignete sich im Mittelfeld eine Kollision, in die beide Lotus-Werksfahrer verwickelt wurden. Peterson schied in der zweiten Runde an deren Folgeschäden aus, Ickx hatte später im Rennen einen Bremsdefekt, der ihn zum Aufgeben zwang. Ebenfalls in der Startphase kam es zu einer Kollision zwischen Henri Pescarolo und Jochen Mass. Letzterer schied nach elf Runden wegen eines Aufhängungsschadens als Folge der Kollision aus.
In der zehnten Runde übernahm Reutemann die Spitze und setzte sich vom Rest des Feldes ab. Dahinter veränderte sich die Reihenfolge der Verfolger nur durch den Ausfall James Hunts in Runde 14 sowie den wegen Reifenproblemen zurückfallenden Scheckter und blieb ansonsten über etliche Runden konstant.
In der 49. Runde gelang es Mike Hailwood, Fittipaldi zu überholen und dadurch den vierten Platz einzunehmen. Kurz darauf wurden jedoch beide von Beltoise überholt.
In Runde 66 musste Regazzoni wegen eines Motorproblems aufgeben. Der zweite Ferrari von Lauda folgte neun Runden später wegen eines ähnlichen Schadens. Reutemann gewann schließlich vor Beltoise und Hailwood, die jeweils zum letzten Mal das Podium eines Grand Prix erreichten. Stuck erhielt als Fünfter die ersten beiden WM-Punkte seiner Formel-1-Karriere.
Es war der erste Grand-Prix-Sieg eines Argentiniers seit dem Großen Preis von Deutschland 1957, den Juan Manuel Fangio gewonnen hatte, sowie der erste Sieg für das Team Brabham seit dem letzten Erfolg des Teamgründers Jack Brabham beim Großen Preis von Südafrika 1970.

## Meldeliste
| Team                            | Nr. | Fahrer               | Chassis           | Motor                    | Reifen |
| ------------------------------- | --- | -------------------- | ----------------- | ------------------------ | ------ |
| John Player Team Lotus          | 01  | Ronnie Peterson      | Lotus 76          | Ford Cosworth DFV 3.0 V8 | G      |
| John Player Team Lotus          | 02  | Jacky Ickx           | Lotus 76          | Ford Cosworth DFV 3.0 V8 | G      |
| Elf Team Tyrrell                | 03  | Jody Scheckter       | Tyrrell 006       | Ford Cosworth DFV 3.0 V8 | G      |
| Elf Team Tyrrell                | 04  | Patrick Depailler    | Tyrrell 005       | Ford Cosworth DFV 3.0 V8 | G      |
| Marlboro Team Texaco            | 05  | Emerson Fittipaldi   | McLaren M23       | Ford Cosworth DFV 3.0 V8 | G      |
| Marlboro Team Texaco            | 06  | Denis Hulme          | McLaren M23       | Ford Cosworth DFV 3.0 V8 | G      |
| Yardley Team McLaren            | 33  | Mike Hailwood        | McLaren M23       | Ford Cosworth DFV 3.0 V8 | G      |
| Motor Racing Developments       | 07  | Carlos Reutemann     | Brabham BT44      | Ford Cosworth DFV 3.0 V8 | G      |
| Motor Racing Developments       | 08  | Richard Robarts      | Brabham BT44      | Ford Cosworth DFV 3.0 V8 | G      |
| March Engineering               | 09  | Hans-Joachim Stuck   | March 741         | Ford Cosworth DFV 3.0 V8 | G      |
| March Engineering               | 10  | Vittorio Brambilla   | March 741         | Ford Cosworth DFV 3.0 V8 | G      |
| Scuderia Ferrari SpA SEFAC      | 11  | Clay Regazzoni       | Ferrari 312B3     | Ferrari 001/11 3.0 F12   | G      |
| Scuderia Ferrari SpA SEFAC      | 12  | Niki Lauda           | Ferrari 312B3     | Ferrari 001/11 3.0 F12   | G      |
| Team Motul B.R.M.               | 14  | Jean-Pierre Beltoise | BRM P201          | BRM P200 3.0 V12         | F      |
| Team Motul B.R.M.               | 15  | Henri Pescarolo      | BRM P160E         | BRM P142 3.0 V12         | F      |
| Team Motul B.R.M.               | 37  | François Migault     | BRM P160E         | BRM P142 3.0 V12         | F      |
| Bang & Olufsen Team Surtees     | 18  | Carlos Pace          | Surtees TS16      | Ford Cosworth DFV 3.0 V8 | F      |
| Bang & Olufsen Team Surtees     | 19  | Jochen Mass          | Surtees TS16      | Ford Cosworth DFV 3.0 V8 | F      |
| Frank Williams Racing Cars      | 20  | Arturo Merzario      | Iso-Marlboro FW02 | Ford Cosworth DFV 3.0 V8 | F      |
| Frank Williams Racing Cars      | 21  | Tom Belsø            | Iso-Marlboro FW01 | Ford Cosworth DFV 3.0 V8 | F      |
| Scribante Lucky Strike Racing   | 23  | Dave Charlton        | McLaren M23       | Ford Cosworth DFV 3.0 V8 | G      |
| Hesketh Racing                  | 24  | James Hunt           | Hesketh 308       | Ford Cosworth DFV 3.0 V8 | F      |
| Embassy Racing with Graham Hill | 26  | Graham Hill          | Lola T370         | Ford Cosworth DFV 3.0 V8 | F      |
| John Goldie Racing with Hexagon | 28  | John Watson          | Brabham BT42      | Ford Cosworth DFV 3.0 V8 | F      |
| Team Gunston                    | 29  | Ian Scheckter        | Lotus 72E         | Ford Cosworth DFV 3.0 V8 | G      |
| Team Gunston                    | 30  | Paddy Driver         | Lotus 72E         | Ford Cosworth DFV 3.0 V8 | G      |
| Blignaut Embassy Racing SA      | 32  | Eddie Keizan         | Tyrrell 004       | Ford Cosworth DFV 3.0 V8 | F      |

## Klassifikationen

### Startaufstellung
| Pos. | Fahrer               | Konstrukteur | Zeit    | Ø-Geschwindigkeit | Start |
| ---- | -------------------- | ------------ | ------- | ----------------- | ----- |
| 01   | Niki Lauda           | Ferrari      | 1:16,58 | 192,928 km/h      | 01    |
| 02   | Carlos Pace          | Surtees-Ford | 1:16,63 | 192,802 km/h      | 02    |
| 03   | Arturo Merzario      | Iso-Ford     | 1:16,79 | 192,400 km/h      | 03    |
| 04   | Carlos Reutemann     | Brabham-Ford | 1:16,80 | 192,375 km/h      | 04    |
| 05   | Emerson Fittipaldi   | McLaren-Ford | 1:16,82 | 192,325 km/h      | 05    |
| 06   | Clay Regazzoni       | Ferrari      | 1:16,85 | 192,250 km/h      | 06    |
| 07   | Hans-Joachim Stuck   | March-Ford   | 1:16,98 | 191,925 km/h      | 07    |
| 08   | Jody Scheckter       | Tyrrell-Ford | 1:16,99 | 191,900 km/h      | 08    |
| 09   | Denis Hulme          | McLaren-Ford | 1:17,11 | 191,602 km/h      | 09    |
| 10   | Jacky Ickx           | Lotus-Ford   | 1:17,18 | 191,428 km/h      | 10    |
| 11   | Jean-Pierre Beltoise | B.R.M.       | 1:17,34 | 191,032 km/h      | 11    |
| 12   | Mike Hailwood        | McLaren-Ford | 1:17,34 | 191,032 km/h      | 12    |
| 13   | John Watson          | Brabham-Ford | 1:17,39 | 190,908 km/h      | 13    |
| 14   | James Hunt           | Hesketh-Ford | 1:17,41 | 190,859 km/h      | 14    |
| 15   | Patrick Depailler    | Tyrrell-Ford | 1:17,75 | 190,024 km/h      | 15    |
| 16   | Ronnie Peterson      | Lotus-Ford   | 1:18,00 | 189,415 km/h      | 16    |
| 17   | Jochen Mass          | Surtees-Ford | 1:18,23 | 188,858 km/h      | 17    |
| 18   | Graham Hill          | Lola-Ford    | 1:18,25 | 188,810 km/h      | 18    |
| 19   | Vittorio Brambilla   | March-Ford   | 1:18,29 | 188,714 km/h      | 19    |
| 20   | Dave Charlton        | McLaren-Ford | 1:18,37 | 188,521 km/h      | 20    |
| 21   | Henri Pescarolo      | B.R.M.       | 1:18,39 | 188,473 km/h      | 21    |
| 22   | Ian Scheckter        | Lotus-Ford   | 1:18,56 | 188,065 km/h      | 22    |
| 23   | Richard Robarts      | Brabham-Ford | 1:18,60 | 187,969 km/h      | 23    |
| 24   | Eddie Keizan         | Tyrrell-Ford | 1:19,00 | 187,018 km/h      | 24    |
| 25   | François Migault     | B.R.M.       | 1:19,14 | 186,687 km/h      | 25    |
| 26   | Paddy Driver         | Lotus-Ford   | 1:19,49 | 185,865 km/h      | 26    |
| 27   | Tom Belsø            | Iso-Ford     | 1:19,80 | 185,143 km/h      | 27    |

### Rennen
| Pos. | Fahrer               | Konstrukteur | Runden | Stopps | Zeit       | Start | Schnellste Runde |
| ---- | -------------------- | ------------ | ------ | ------ | ---------- | ----- | ---------------- |
| 01   | Carlos Reutemann     | Brabham-Ford | 78     | 0      | 1:42:40,96 | 04    | 1:18,16 (58.)    |
| 02   | Jean-Pierre Beltoise | B.R.M.       | 78     | 0      | + 33,94    | 11    | 1:18,59          |
| 03   | Mike Hailwood        | McLaren-Ford | 78     | 0      | + 42,16    | 12    | 1:18,75          |
| 04   | Patrick Depailler    | Tyrrell-Ford | 78     | 0      | + 44,19    | 15    | 1:18,77          |
| 05   | Hans-Joachim Stuck   | March-Ford   | 78     | 0      | + 46,23    | 07    | 1:18,37          |
| 06   | Arturo Merzario      | Iso-Ford     | 78     | 0      | + 56,04    | 03    | 1:18,93          |
| 07   | Emerson Fittipaldi   | McLaren-Ford | 78     | 0      | + 1:08,39  | 05    | 1:18,78          |
| 08   | Jody Scheckter       | Tyrrell-Ford | 78     | 0      | + 1:10,54  | 08    | 1:18,80          |
| 09   | Denis Hulme          | McLaren-Ford | 77     | 0      | + 1 Runde  | 09    | 1:18,85          |
| 10   | Vittorio Brambilla   | March-Ford   | 77     | 0      | + 1 Runde  | 19    | 1:19,02          |
| 11   | Carlos Pace          | Surtees-Ford | 77     | 0      | + 1 Runde  | 02    | 1:19,32          |
| 12   | Graham Hill          | Lola-Ford    | 77     | 0      | + 1 Runde  | 18    | 1:19,82          |
| 13   | Ian Scheckter        | Lotus-Ford   | 76     | 0      | + 2 Runden | 22    | 1:20,08          |
| 14   | Eddie Keizan         | Tyrrell-Ford | 76     | 0      | + 2 Runden | 24    | 1:20,37          |
| 15   | François Migault     | B.R.M.       | 75     | 0      | + 3 Runden | 25    | 1:20,94          |
| 16   | Niki Lauda           | Ferrari      | 74     | 0      | DNF        | 01    | 1:18,24          |
| 17   | Richard Robarts      | Brabham-Ford | 74     | 0      | + 4 Runden | 23    | 1:21,90          |
| 18   | Henri Pescarolo      | B.R.M.       | 72     | 0      | + 6 Runden | 21    | 1:20,95          |
| 19   | Dave Charlton        | McLaren-Ford | 71     | 0      | + 7 Runden | 20    | 1:18,99          |
| –    | Clay Regazzoni       | Ferrari      | 65     | 0      | DNF        | 06    | 1:18,93          |
| –    | John Watson          | Brabham-Ford | 54     | 1      | DNF        | 13    | 1:19,98          |
| –    | Jacky Ickx           | Lotus-Ford   | 31     | 1      | DNF        | 10    | 1:19,58          |
| –    | James Hunt           | Hesketh-Ford | 13     | 0      | DNF        | 14    | 1:19,12          |
| –    | Jochen Mass          | Surtees-Ford | 11     | 0      | DNF        | 17    | 1:19,99          |
| –    | Paddy Driver         | Lotus-Ford   | 6      | 0      | DNF        | 26    | 1:23,94          |
| –    | Ronnie Peterson      | Lotus-Ford   | 2      | 0      | DNF        | 16    | 1:25,66          |
| –    | Tom Belsø            | Iso-Ford     | 0      | 0      | DNF        | 27    | –                |

## WM-Stände nach dem Rennen
Die ersten sechs des Rennens bekamen 9, 6, 4, 3, 2 bzw. 1 Punkt(e). In der Konstrukteurswertung zählten nur die Punkte des bestplatzierten Fahrers eines Teams. Es zählten nur die besten sieben Ergebnisse aus den ersten acht Rennen und die besten sechs aus den letzten sieben Rennen.

### Fahrerwertung
| Pos. | Fahrer               | Konstrukteur | Punkte |
| ---- | -------------------- | ------------ | ------ |
| 01   | Clay Regazzoni       | Ferrari      | 10     |
| 02   | Carlos Reutemann     | Brabham-Ford | 9      |
| 03   | Emerson Fittipaldi   | McLaren-Ford | 9      |
| 04   | Denis Hulme          | McLaren-Ford | 9      |
| 05   | Mike Hailwood        | McLaren-Ford | 9      |
| 06   | Jean-Pierre Beltoise | B.R.M.       | 8      |
| 07   | Niki Lauda           | Ferrari      | 6      |
| 08   | Jacky Ickx           | Lotus-Ford   | 4      |
| 09   | Patrick Depailler    | Tyrrell-Ford | 4      |
| 10   | Carlos Pace          | Surtees-Ford | 3      |
| 11   | Hans-Joachim Stuck   | March-Ford   | 2      |
| 12   | Ronnie Peterson      | Lotus-Ford   | 1      |
| 13   | Arturo Merzario      | Iso-Ford     | 1      |
| 14   | Howden Ganley        | March-Ford   | 0      |
| 15   | Jody Scheckter       | Tyrrell-Ford | 0      |
| 16   | Henri Pescarolo      | B.R.M.       | 0      |

| Pos. | Fahrer             | Konstrukteur              | Punkte |
| ---- | ------------------ | ------------------------- | ------ |
| 17   | James Hunt         | March-Ford / Hesketh-Ford | 0      |
| 18   | Vittorio Brambilla | March-Ford                | 0      |
| 19   | Guy Edwards        | Lola-Ford                 | 0      |
| 20   | John Watson        | Brabham-Ford              | 0      |
| 21   | Graham Hill        | Lola-Ford                 | 0      |
| 22   | Ian Scheckter      | Lotus-Ford                | 0      |
| 23   | Eddie Keizan       | Tyrrell-Ford              | 0      |
| 24   | Richard Robarts    | Brabham-Ford              | 0      |
| 25   | François Migault   | B.R.M.                    | 0      |
| 26   | Jochen Mass        | Surtees-Ford              | 0      |
| 27   | Dave Charlton      | McLaren-Ford              | 0      |
| –    | Jean-Pierre Jarier | Shadow-Ford               | 0      |
| –    | Peter Revson †     | Shadow-Ford               | 0      |
| –    | Paddy Driver       | Lotus-Ford                | 0      |
| –    | Tom Belsø          | Iso-Ford                  | 0      |

### Konstrukteurswertung
| Pos. | Konstrukteur | Punkte |
| ---- | ------------ | ------ |
| 01   | McLaren-Ford | 22     |
| 02   | Ferrari      | 12     |
| 03   | Brabham-Ford | 9      |
| 04   | B.R.M.       | 8      |
| 05   | Lotus-Ford   | 4      |
| 06   | Tyrrell-Ford | 4      |
| 07   | Surtees-Ford | 3      |

| Pos. | Konstrukteur | Punkte |
| ---- | ------------ | ------ |
| 08   | March-Ford   | 2      |
| 09   | Iso-Ford     | 1      |
| 10   | Lola-Ford    | 0      |
| –    | Shadow-Ford  | 0      |
| –    | Ensign-Ford  | 0      |
| –    | Hesketh-Ford | 0      |